# Medolago
Medolago (lombardul: Medulàch) település Olaszországban, Lombardia régióban, Bergamo megyében. Lakosainak száma 2323 fő (2023. január 1.). Medolago Chignolo d'Isola, Terno d’Isola, Calusco d’Adda, Cornate d’Adda, Solza, Suisio és Paderno d’Adda községekkel határos.

## Népesség
A település lakossága az elmúlt években az alábbi módon változott:
| Lakosok száma | 2360 | 2398 | 2323 |
|               | 2017 | 2018 | 2023 |